# Castillo de la Cenicienta
El castillo de la Cenicienta es un castillo con temática de cuento de hadas ubicado en Florida, Estados Unidos.

## Historia
El castillo se terminó de construir en julio de 1971, tras aproximadamente 18 meses. Cuenta con una altura de 56 m (183 pies), medida desde el nivel del agua. Si se suma la profundidad del foso, de 1,8 m (6 pies) en el puente, el total es de 58 m (189 pies).
Es 30 metros (100 pies) más alto que el castillo de la Bella Durmiente en Disneyland, Anaheim, California. El truco de la perspectiva forzada en la escenografía hace que el castillo parezca más grande de lo que es. A mayor altura, sus proporciones a escala real se reducen para aquellos elementos como piedras, ventanas y puertas. Este castillo y su gemelo en Tokio fueron los castillos más altos de los parques temáticos de Disney hasta la finalización del castillo Encantado de Cuentos en el Shanghai Disneyland Park.
El Castillo de Cenicienta fue diseñado para que fuera lo suficientemente alto como para ser visto desde la Laguna Seven Seas, frente a Magic Kingdom, donde muchos visitantes tomaban ferris desde el estacionamiento hasta las puertas del parque. En la jerga de los parques temáticos, el castillo de Cenicienta fue concebido como el principal «weenie» (un término comúnmente usado por Walt y sus Imagineers) que atrae a los nuevos visitantes a través de Main Street, U.S.A. hacia el centro, desde donde se puede acceder a todas las demás áreas.